# Talavera (kommun i Filippinerna)
Talavera (Bayan ng Talavera) är en kommun i Filippinerna. Kommunen ligger på ön Luzon, och tillhör provinsen Nueva Ecija. Folkmängden uppgår till 97 329 invånare.

## Barangayer
Talavera är indelat i 53 barangayer.
| - Andal Alino (Pob.) - Bagong Sikat - Bagong Silang - Bakal I - Bakal II - Bakal III - Sto. Niño - Bantug - Bantug Hacienda - Bantug Hamog (Basang Hamog) - Bugtong na Buli - Bulac - Burnay - Calipahan - Campos - Casulucan Este - Collado - Dimasalang Norte | - Dimasalang Sur - Dinarayat - Esguerra District (Pob.) - Gulod - Homestead I - Homestead II - Cabubulaonan - Caaniplahan - Caputican - Kinalanguyan - La Torre - Lomboy - Mabuhay - Maestrang Kikay (Pob.) - Mamandil - Marcos District (Pob.) - Purok Matias (Pob.) - Matingkis | - Minabuyoc - Pag-asa (Pob.) - Paludpod - Pantoc Bulac - Pinagpanaan - Poblacion Sur - Pula - Pulong San Miguel (Pob.) - Sampaloc - San Miguel na Munti - San Pascual - San Ricardo - Sibul - Sicsican Matanda - Tabacao - Tagaytay - Valle |